# Prunus lyonii
Prunus lyonii är en rosväxtart som först beskrevs av Alice Eastwood, och fick sitt nu gällande namn av Charles Sprague Sargent. Prunus lyonii ingår i släktet prunusar, och familjen rosväxter. Inga underarter finns listade i Catalogue of Life.